# Camposampiero
Camposampiero est une commune italienne de la province de Padoue dans la région Vénétie en Italie.

## Administration
| Période                                  | Période | Identité         | Étiquette | Qualité |
| ---------------------------------------- | ------- | ---------------- | --------- | ------- |
|                                          |         | Marcello Volpato |           |         |
| Les données manquantes sont à compléter. |         |                  |           |         |

### Communes limitrophes
Borgoricco, Loreggia, Massanzago, Piombino Dese, San Giorgio delle Pertiche, Santa Giustina in Colle, Trebaseleghe